# Kanton Orange
Der Kanton Orange ist ein französischer Wahlkreis im Département Vaucluse in der Region Provence-Alpes-Côte d’Azur. Er entstand 2015 im Rahmen einer landesweiten Neuordnung der Kantone und umfasst die Stadt Orange als Hauptort sowie zwei weitere Gemeinden.

## Gemeinden
Der Kanton besteht aus drei Gemeinden mit insgesamt 37.577 Einwohnern (Stand: 1. Januar 2022) auf einer Gesamtfläche von 131,39 km²:
| Gemeinde      | Einwohner 1. Januar 2022 | Fläche km² | Dichte Einw./km² | Code INSEE | Postleitzahl |
| ------------- | ------------------------ | ---------- | ---------------- | ---------- | ------------ |
| Caderousse    | 2.541                    | 32,39      | 78               | 84027      | 84860        |
| Orange        | 29.357                   | 74,20      | 396              | 84087      | 84100        |
| Piolenc       | 5.679                    | 24,80      | 229              | 84091      | 84420        |
| Kanton Orange | 37.577                   | 131,39     | 286              | 8411       | –            |